# Eustala inconstans
Eustala inconstans là một loài nhện trong họ Araneidae.
Loài này thuộc chi Eustala. Eustala inconstans được Arthur Merton Chickering miêu tả năm 1955.